# مگان بل
مگان بل (انگلیسی: Megan Bell؛ زادهٔ ۱۷ آوریل ۲۰۰۱) بازیکن فوتبال اهل بریتانیا است.
وی همچنین در تیم‌های ملی فوتبال Northern Ireland women's national under-17 football team, Northern Ireland women's national under-19 football team، و Northern Ireland women's national football team بازی کرده‌است.